# Vératraldéhyde
Le vératraldéhyde, ou 3,4-diméthoxybenzaldéhyde, est un composé aromatique apparenté au benzaldéhyde et largement utilisé comme parfum et arôme naturel en raison de son odeur boisée agréable. Il dérive de la vanilline par méthylation.